# Brondesbury (stacja kolejowa)
Brondesbury (kod stacji: BSY) – stacja kolejowa w Londynie, na terenie London Borough of Brent, zarządzana i obsługiwana przez London Overground jako część North London Line. W systemie londyńskiej komunikacji miejskiej należy do drugiej strefy biletowej. 

## Galeria

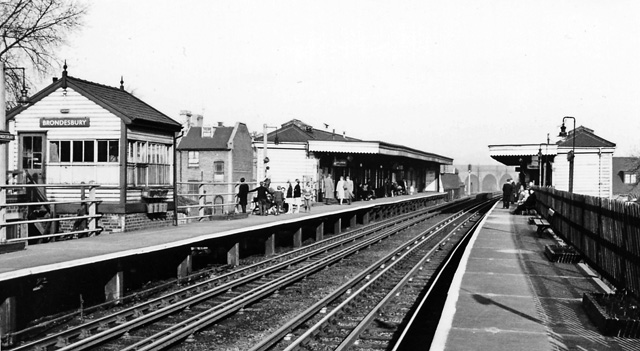
Stacja w 1961 roku
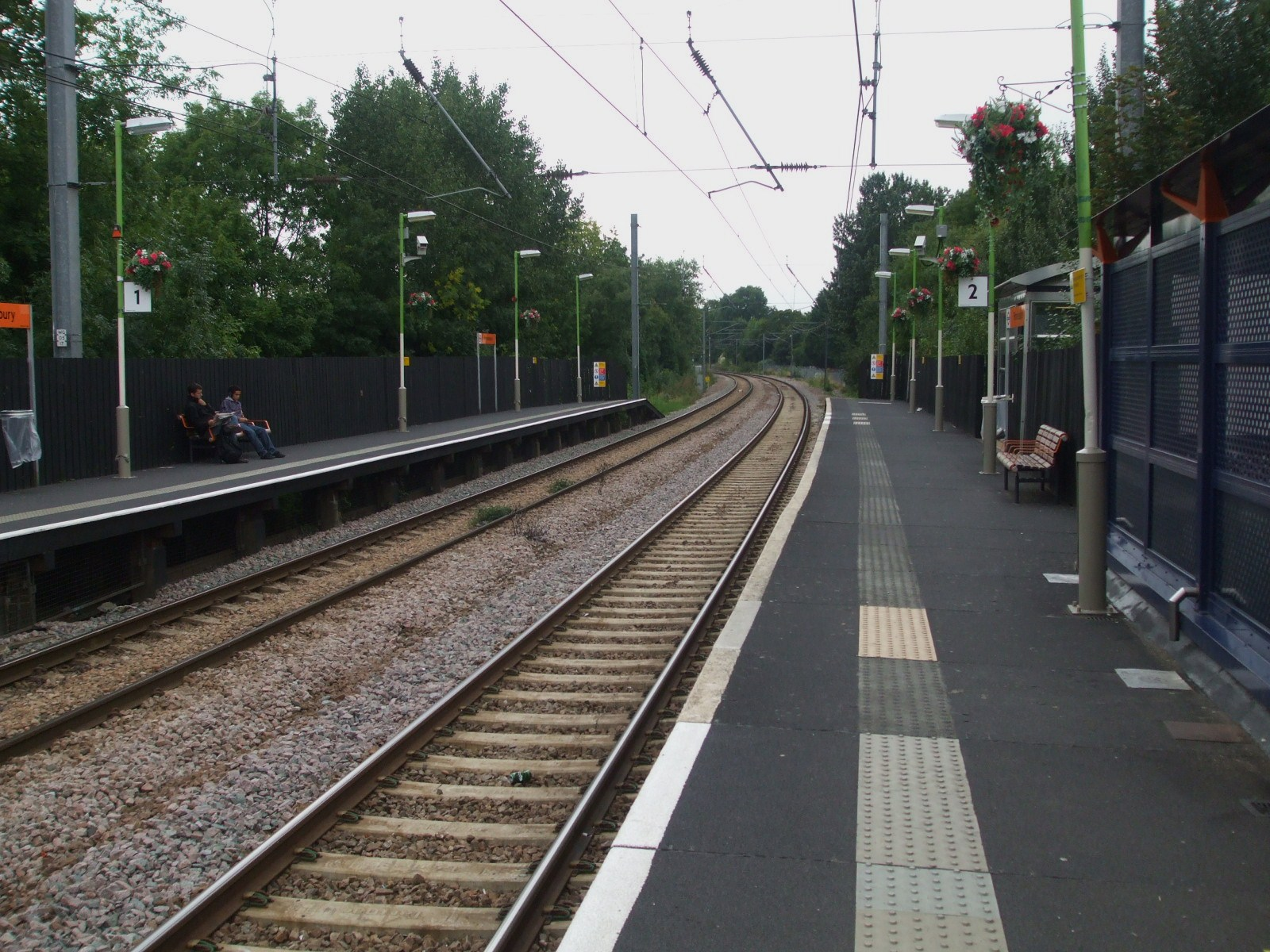
Perony obecnie
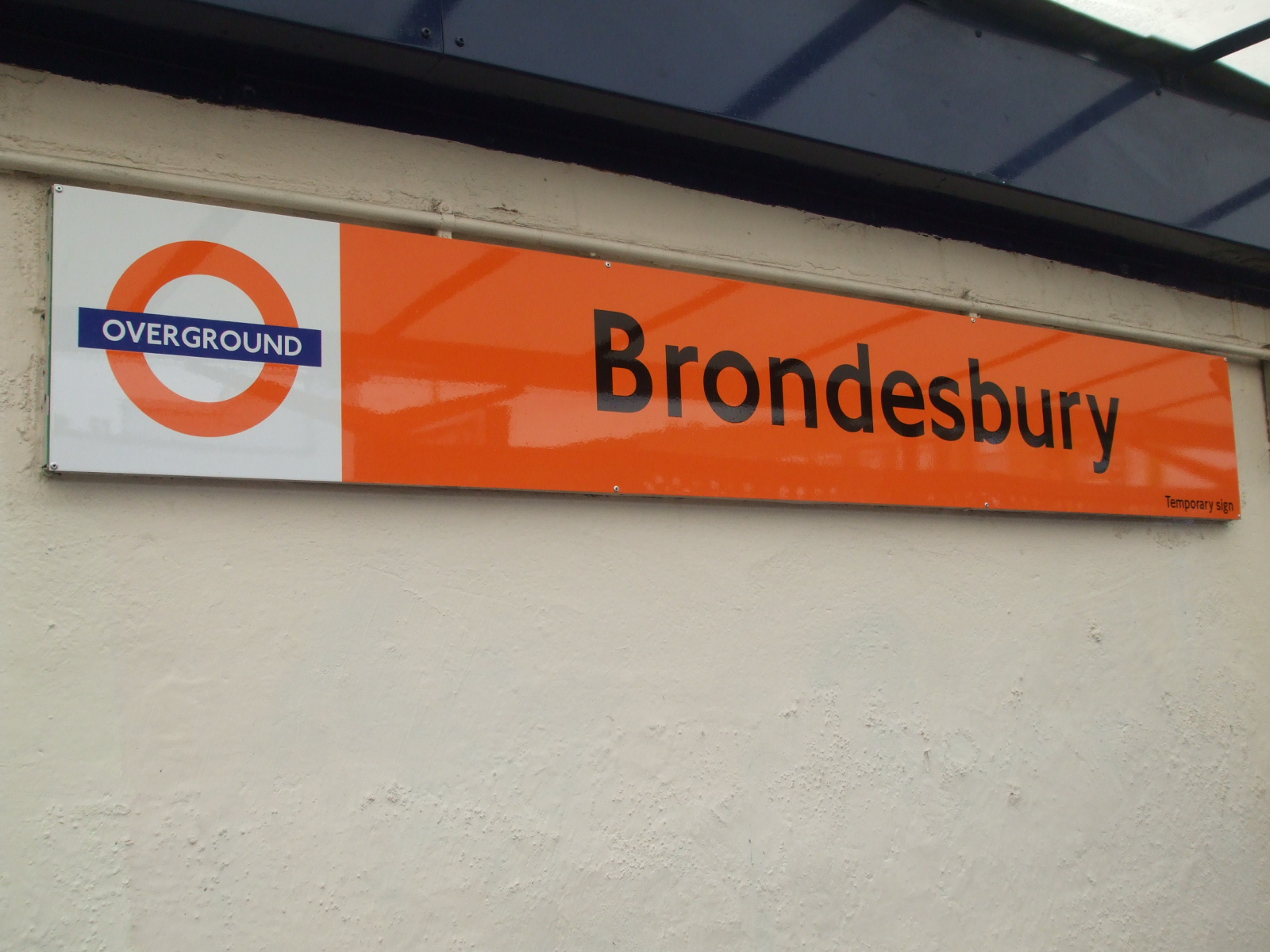
Tablica z nazwą stacji w barwach London Overground